# Baruny
Boruny (vitryska: Баруны) är en agropolis i Belarus.   Den ligger i voblasten Hrodna voblast, i den nordvästra delen av landet, 100 kilometer väster om huvudstaden Minsk. Boruny ligger 230 meter över havet och antalet invånare är 2 500.

## Natur och klimat
Terrängen runt Boruny är platt. Närmaste större samhälle är Asjmjany, 17,4 kilometer nordväst om Boruny.
Omgivningarna runt Boruny är en mosaik av jordbruksmark och naturlig växtlighet. Runt Boruny är det ganska glesbefolkat, med 29 invånare per kvadratkilometer.